# James Glover (General)
Sir James Malcolm Glover, KCB, MBE (* 25. März 1929; † 4. Juni 2000) war ein britischer Offizier und zuletzt General der British Army, der unter anderem zwischen 1985 und 1987 Oberkommandierender der Landstreitkräfte war.

## Leben
James Malcolm Glover, Sohn von Major-General Malcolm Glover (1897–1970), CB, OBE, und dessen Ehefrau Jean Catherine Ogilvy Will, absolvierte nach dem Besuch des Wellington College eine Offiziersausbildung und wurde nach deren Abschluss 1949 in die Royal Artillery übernommen. In den folgenden Jahren fand er zahlreiche Verwendungen als Offizier sowie Stabsoffizier. Er nahm während des sogenannten Malayan Emergency an Kampfeinsätzen in British Malaya teil und wurde für seine Verdienste 1964 als Member des Order of the British Empire (MBE) ausgezeichnet. Er war als Lieutenant-Colonel zwischen Oktober 1969 und Juli 1971 Kommandeur des 3. Bataillons der Royal Green Jackets. Als Brigadier übernahm er im Dezember 1973 den Posten des Kommandeurs der 19. Luftbeweglichen Brigade (Commanding, 19th Airportable Brigade) und hatte diesen bis Dezember 1975 inne. Im Anschluss übernahm er zwischen Februar 1977 und April 1979 im Verteidigungsministerium des Vereinigten Königreichs den Posten als stellvertretender Direktor des Militärischen Geheimdienstes (Deputy Director of Military Intelligence).
Im Februar 1979 wurde Major-General Glover während des Operation Banner genannten langjährigen Einsatzes im Nordirlandkonflikt Kommandeur der Landstreitkräfte in Nordirland (Commander, Land Forces, Northern Ireland) und hatte diesen Dienstposten bis Oktober 1980 inne. Im Anschluss wurde er im Januar 1981 als Lieutenant-General Nachfolger von Vice-Admiral Sir Roy Halliday Deputy Chief of Defence Staff (Intelligence) und war damit bis zu seiner Ablösung durch Air Chief Marshal Sir Michael Armitage im Januar 1983 stellvertretender Chef des Verteidigungsstabes für Geheimdienste. Er wurde 1981 als Knight Commander des Order of the Bath (KCB) geadelt, so dass er fortan das Prädikat „Sir“ führte. Im Mai 1983 übernahm er von Lieutenant-General Sir Thomas Morony den Posten als Vize-Chef des Generalstabes (Vice-Chief of the General Staff) und bekleidete dieses Amt bis zu dessen Abschaffung 1985. Daraufhin wurde er zum General befördert und löste im Juni 1985 General Sir Frank Kitson als Oberkommandierender der Landstreitkräfte (Commander-in-Chief, Land Forces) ab. Er hatte dieses Kommando bis zu seinem Eintritt in den Ruhestand im Juni 1987 inne und wurde daraufhin von General Sir John Chapple abgelöst.
Sir James Glover übernahm später verschiedene Funktionen in der Privatwirtschaft und war von 1993 bis zu seinem Tode 2000 Vorstandsvorsitzender von Royal Armouries International plc und darüber hinaus zwischen 1997 und 2000 Vorstandsvorsitzender von Merlin Communications International sowie zeitweilig Direktor des Mineralölunternehmens BP. Er war seit 1958 mit Janet Diones De Pree verheiratet.